# White Light/White Heat
Az 1968-as White LightWhite Heat a The Velvet Underground második nagylemeze. Ez az együttes utolsó albuma, melyen hallható John Cale alapító tag. Szerepel az 1001 lemez, amit hallanod kell, mielőtt meghalsz című könyvben.

## Az album dalai
| 1. | White Light/White Heat  | Lou Reed                                           | 2:47 |
| 2. | The Gift                | Reed, Sterling Morrison, John Cale, Maureen Tucker | 8:18 |
| 3. | Lady Godiva's Operation | Reed                                               | 4:56 |
| 4. | Here She Comes Now      | Reed, Morrison, Cale                               | 2:04 |

| 1. | I Heard Her Call My Name | Reed                         | 4:38  |
| 2. | Sister Ray               | Reed, Morrison, Cale, Tucker | 17:27 |

## Közreműködők
- John Cale – ének, elektromos brácsa, orgona, basszusgitár, orvosi hangeffektusok Lady Godiva's Operation-ön
- Sterling Morrison – ének, gitár, basszusgitár, orvosi hangeffektusok a Lady Godiva's Operation-ön
- Lou Reed – ének, gitár, zongora
- Maureen Tucker – ütőhangszer, dob